# Harvey Weinstein
Harvey Weinstein (n. 19 martie 1952, New York City, New York, SUA) este un producător de film american de origine evreiască. La 24 februarie 2020 a fost condamnat la 23 de ani de închisoare pentru abuzuri sexuale.